# Награде по избору публике
Награде по избору публике (енгл. People's Choice Awards) америчка је додела награда, која одаје признање људима у забави, за коју гласају шира јавност и обожаваоци. Додела се одржава сваке године од 1975. године, а победници су првобитно одређивани коришћењем Галупових анкета до преласка на онлајн гласање 2005. године.
Награде је створио Боб Стиверс, који је продуцирао прву доделу 1975. године. Прве награде су одале признање филму Жаока за омиљени филм 1974, Барбра Страјсенд за омиљену филмску глумицу године, а Џону Вејну за омиљеног филмског глумца. До сада је најнаграђиванија личност Елен Деџенерес, са укупно 20 награда.
Додела награда се емитује на телевизијској мрежи E!.